# Culto a la personalidad de Simón Bolívar

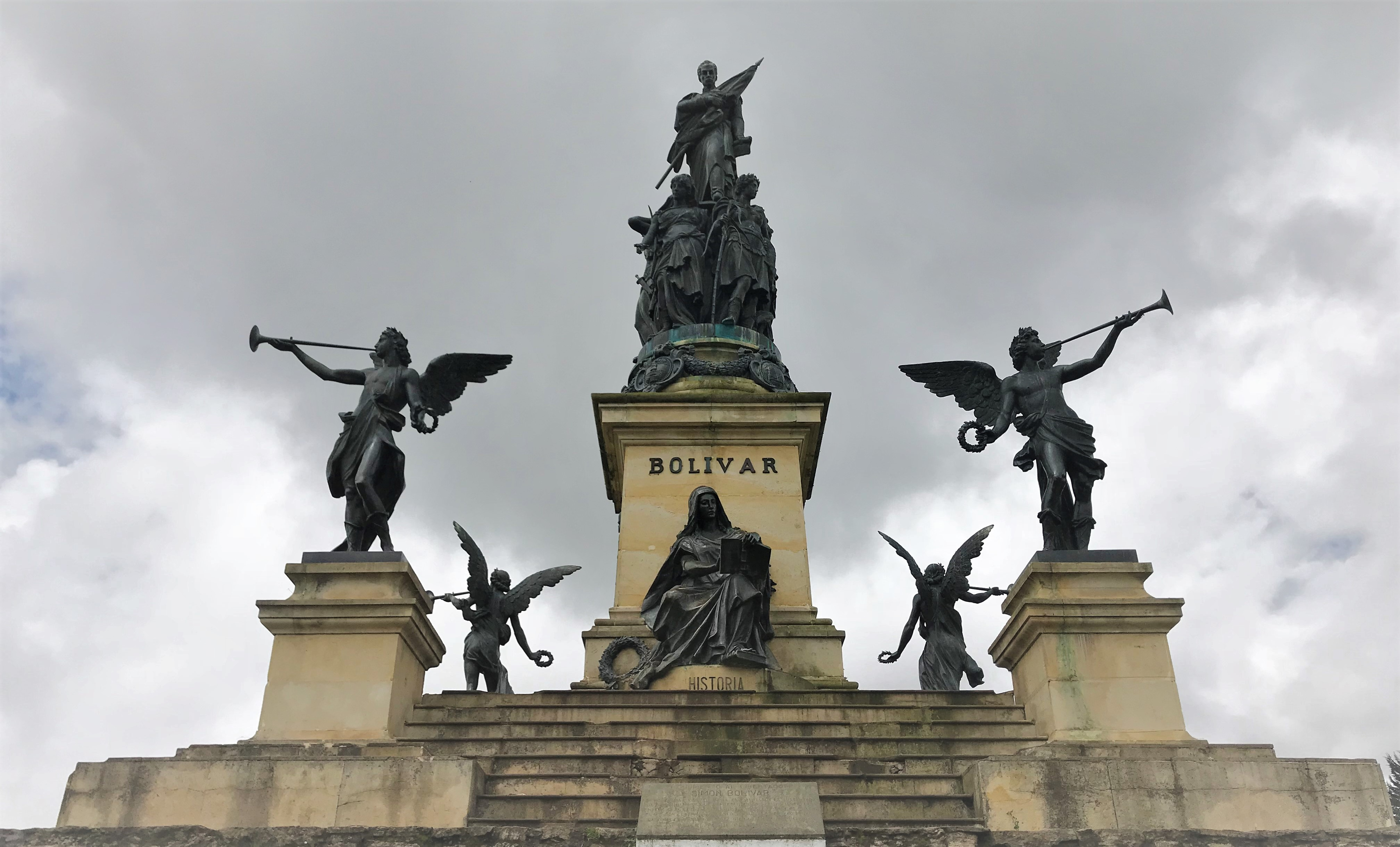
Monumento a Simón Bolívar en el Puente de Boyacá

El culto a la personalidad de Simón Bolívar es la adoración y alabanza a la figura del líder y político venezolano Simón Bolívar en Venezuela y partes de América Latina, dónde monedas, plazas, municipios, estados y un país llevan su nombre. El culto a la personalidad a Bolívar surge tras el proceso de independencia, ante el creciente nacionalismo y las ideas de intelectuales del romanticismo que mitificaron su imagen debido, en parte, a que Bolívar fue probablemente el primer latinoamericano universal por su innegable protagonismo en la lucha anticolonial.
Bolívar fue admirado tanto en América como en Europa, en general en seis países lo consideran el padre de la patria: Bolivia, Colombia, Ecuador, Panamá, Perú y su natal Venezuela. En gran parte de América su figura fue alabada y una diversidad de intelectuales y políticos de varias latitudes fomentaron la creación de una corriente de pensamiento llamada bolivarianismo, por medio de una red organizaciones denominadas 'sociedades bolivarianas'.
En Venezuela, el culto a Bolívar fue formado lo largo del siglo XIX por la élite  política-intelectual como una herramienta de cohesión de una república recién formada y en constantes conflictos internos. Escritores e historiadores como Eduardo Blanco,  Juan Vicente González, Antonio Leocadio Guzmán y Mario Briceño Iragorry llegaron casi a divinizar a Bolívar y contribuyeron a la formación del bolivarianismo.
Bolívar fue usado como factor de unidad y legitimación de regímenes militares autoritarios en Venezuela como lo fueron Antonio Guzmán Blanco, Juan Vicente Gómez, Eleazar López Contreras y Marcos Pérez Jiménez. Los primeros gobiernos de la democracia venezolana, si bien no abandonaron el culto a Bolívar, sí lo redujeron considerablemente, pues el orden político se habría conseguido, por lo que su figura se hizo menos necesaria. En 1999, tras una larga crisis institucional y económica, Hugo Chávez es electo presidente, dando inicio a un movimiento denominado Revolución Bolivariana, ideológicamente bolivariano y eventualmente también socialista, donde el culto a Bolívar llegó a niveles muy notables, y su nombre, imagen e ideas se volvieron omnipresentes en la sociedad venezolana.
Algunos autores evalúan negativamente el culto a Bolívar. Según el escritor Elías Pino iturrieta, Bolívar "se convirtió en la religión republicana y en un santo a vestir del ropaje que más convenga a los políticos de turno". El historiador Germán Carrera Damas expresa que "un culto del pueblo fue convertido por la clase dominante en un culto para el pueblo. Es decir que pasó de ser expresión de admiración y agradecimiento a ser un instrumento de manipulación ideológica del pueblo". Otros autores por su parte opinan que este culto fomenta el patriotismo y sirve a la transformación y el mejoramiento de la sociedad venezolana.

## Venezuela
El culto a Bolívar surge tras el proceso de independencia de Venezuela, su figura es vista como el fundador de la patria, y a veces la conciencia nacional es unida con las ideas de Bolívar. No hay acuerdo entre los historiadores sobre cuando inicia el culto a Bolívar, el historiador Manuel Caballero considera que si bien Bolívar no llegó a los extremos de Stalin, sus tendencias dictatoriales  y la constante referencia a su muerte, dejó la puerta abierta a su culto. Germán Carrera Damas piensa que el culto surge en 1842 con la repatriación de sus restos, el escritor Pierre Vayssière opina que inicia en 1852 con la construcción del panteón nacional, el sepulcro de Bolívar. Por su parte el historiador Nikita Harwich considera que surge bajo el gobierno de Antonio Guzmán Blanco quien exaltó la figura de Bolívar hasta alcanzar matices religiosas.

### Inicio
Bolívar destaca por sus proezas militares, en particular la Campaña Admirable de 1813, que se llevó a cabo tras la caída de la Primera República y que generó el surgimiento de la segunda república, tras el fin de la campaña, Bolívar entra triunfante en Caracas y el 14 de octubre de 1813 la Municipalidad de Caracas le concede el título de El Libertador, al que Bolívar respondería “Libertador de Venezuela: título más glorioso y satisfactorio para mí, que el cetro de todos los imperios de la tierra”. Algunos autores consideran que la victoria en la Batalla de Boyacá en la campaña de la Nueva Granada, convirtió a Bolívar en el padre de la patria y daría inicio al sueño político bolivariano, la Gran Colombia.
Según Manuel Caballero, Simón Bolívar es en parte artífice de su culto, considera que Bolívar fue un hábil y pragmático líder militar, se vuelve abolicionista para obtener ayuda haitiana, antiestadounidense para lograr la simpatía de Inglaterra y jacobino por el apoyo de la juventud revolucionaria de Caracas. Para Caballero, a Bolívar no le tiembla el pulso para cometer atrocidades con el fin de lograr sus objetivos, como la masacre de pasto o el decreto de guerra a muerte, incluso, Bolívar se quita de en medio a posibles competidores de su liderazgo, como cuando entrega al general Francisco de Miranda a los españoles o cuando ordena el fusilamiento del general pardo Manuel Piar acusándolo de querer instaurar una "pardocracia".
Según Caballero tras lograr la independencia, Bolívar comienza a desarrollar tendencias dictatoriales, sueña con un estado panamericano conservador militarista con concentración de poderes, opuesto a las ideas federalistas. Caballero sugiere similitudes entre las ideas de Bolívar y la ideología fascista, su estilo es militarista y su gobierno se apoya en las masas, Bolívar era un simpatizante de las ideas del filósofo Jean-Jacques Rousseau, quien creía que el estado debía tener un gran control de la sociedad.

### Consolidación
En 1842 el presidente de Venezuela José Antonio Páez solicita la repatriación de los restos de Bolívar desde Santa Marta y el 17 de diciembre de 1842 en el aniversario de su muerte son recibidos sus restos y su espada. En 1852 el presidente Antonio Guzmán Blanco ordena construir el Panteón Nacional de Venezuela en la antigua Iglesia de la Santa Trinidad, donde fueron trasladados los restos de Bolívar, en 1876 se exhuman de nuevo los restos de Bolívar y son colocados en el panteón.
Guzmán Blanco fue uno de los principales artífices del culto a Bolívar usando su figura para legitimar su gobierno autoritario, el  28 de octubre de 1872 en las fiestas de la paz se exponen las pertenencias de Bolívar, dos años después, el 7 de noviembre de 1874 inaugura la estatua ecuestre del libertador en Caracas donde Guzmán Blanco proclama que Bolívar es "el hombre más grande que ha producido la humanidad después de Jesucristo". En 1883 celebra el centenario de su nacimiento, además de construir el panteón nacional donde se colocarían los restos de Bolívar. Durante esta época, tanto el partido liberal como el conservador buscaron apropiarse de la figura e ideas de Bolívar para sus fines políticos y su figura fue usada como base de la unidad nacional.
En 1888 el escritor y político Eduardo Blanco publica la obra Venezuela heroica donde se hace una exaltación y mitologización del proceso de independencia  y de los próceres de esta, haciendo énfasis en la figura de Bolívar. Tras su publicación Blanco se trasformó en un figura del patriotismo, el libro fue considerado el libro de la patria, y en 1904 se había reimpreso la quinta edición. El libro tuvo un importante alcance formativo en la sociedad venezolana y, por su estilo, en el culto a los héroes de la independencia, lo que generó, según autores, una confusión entre la conciencia nacional y el culto a los líderes de la independencia. La importancia del libro fue reconocida por el político cubano José Martí quien tras su lectura dijo «“Es un viaje al Olimpo, del que se vuelve fuerte para las lides de la tierra, templado en alto yunque, hecho a dioses”».
El dictador Juan Vicente Gómez usó la figura de Bolívar para legitimar su régimen, la veneración al prócer era constante durante su gobierno y llegó a venerar el samán de Güere declarándolo monumento nacional, árbol por donde pasó el libertador durante la lucha independencia. El intelectual Laureano Vallenilla Lanz fomentó la visión cesarista de Bolívar para apoyar la dictadura de Gómez, Vallenilla Lanz proclamó que “…Bolívar hubo de imponerse para refrenar la anarquía, establecer el orden y el respeto a la autoridad". Gómez impulsó una diplomacia bolivariana liderada por Caracas y formada por países bolivarianos y en 1911 se celebra en Caracas el congreso de los países bolivarianos.
Durante el gobierno de Eleazar López Contreras, en 1938 se funda la Sociedad Bolivariana de Venezuela, según palabras de López Contreras su finalidad  era “ser propulsora del movimiento cívico que, tendiendo a la mayor gloria del Libertador, crea una definida conciencia nacional”. La Sociedad Bolivariana fomentó la enseñanza y difusión de las ideas políticas de Bolívar, así como una actitud reverencial y de culto, posteriormente esta función también sería cumplida por la Academia Nacional de la Historia. López Contreras diseño y promovió el adoctrinamiento del bolivarianismo en la sociedad venezolana, siendo el primer intento de instaurar una república bolivariana.
El 5 de mayo de 1941 el general Isaías Medina Angarita prestó juramento como presidente electo en los siguientes términos "Juro ser fiel a la doctrina bolivariana y al principio republicano de la alternabilidad en el poder público”, su declaración fue recogida en el libro de Juramento de Fe Bolivariana instaurado por decreto presidencial el de 10 de mayo de 1941.
El dictador Marcos Pérez Jiménez forma el movimiento denominado "Nuevo Ideal Nacional”, para justificar su régimen y el combate contra el comunismo, este movimiento apelaba al culto heroico a Bolívar y que el ejército se proclamara como heredero y guardián del mismo. Tras la conquista de la democracia en 1958, llega a la presidencia Rómulo Betancourt, a partir de su gobierno y durante los sucesivos gobiernos democráticos el culto a Bolívar disminuye, su figura se mantiene como un elemento del patriotismo y sus ideas se usaron de forma retórica.

### La Revolución Bolivariana

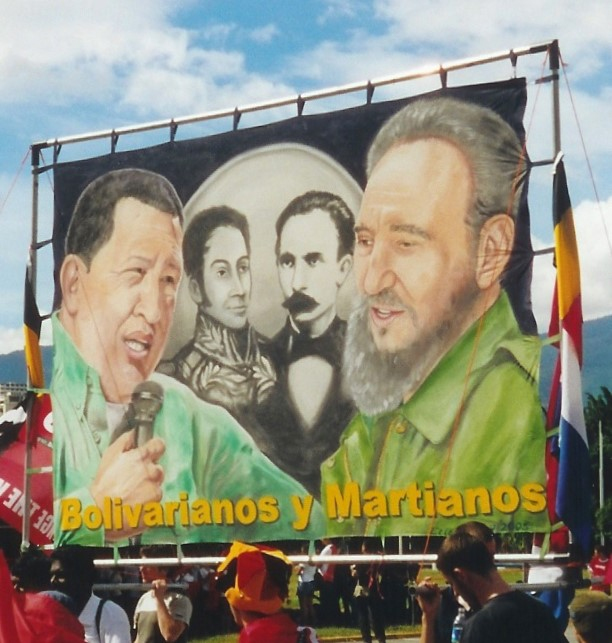
Valla con la imagen de Simón Bolívar, Hugo Chávez, José Martí y Fidel Castro.

En 1982 se funda el Movimiento Bolivariano Revolucionario 200 (MBR-200), una organización cívico-militar de izquierda liderada por el militar venezolano Hugo Chávez, inspirado ideológicamente según Chávez en el árbol de las tres raíces Simón Bolívar, Simón Rodríguez y Ezequiel Zamora. Los miembros del MBR-200 al unirse, de forma simbólica, debían realizar el juramento bolivariano el cual era similar al juramento del Monte Sacro realizado por Simón Bolívar.
El 4 de febrero de 1992 Chávez lidera un golpe de Estado fallido contra el presidente Carlos Andrés Pérez, Chávez y los militares son detenidos, sin embargo, la intentona golpista catapulta su popularidad y la de su movimiento político ante la crisis en la que se encontraba el país. Tras salir de prisión Chávez logra ganar la elección presidencial de 1998 liderando un proceso denominado “Revolución bolivariana". Entre sus primeras acciones promueve la reforma de la constitución en la que cambia el nombre del país a República Bolivariana de Venezuela, Chávez la considera la V república,  y en el primer artículo se declara que el estado "fundamenta su patrimonio moral y sus valores de libertad, justicia y paz internacional en la doctrina de Simón Bolívar, el Libertador”.
Chávez cimentó su figura como heredero de Bolívar, hacía constante uso de su imagen, expresiones y de su espada, además, durante su gobierno el nombre, imagen e ideas de Bolívar se volvieron omnipresentes en la sociedad venezolana, su nombre fue usado para satélites, teléfonos, orquestas, películas. El 16 de julio de 2010 en transmisión televisiva un grupo de médicos forenses exhuman los restos de Bolívar, promovida por el gobierno de Chávez, para verificar la autenticidad de los restos y la causa de la muerte. Tras la exhumación se realizó una reconstrucción de tres dimensiones del rostro de Bolívar el cual presentaba rasgos mestizos y según algunos autores presentaba cierto parecido al rostro de Chávez. Este nuevo rostro sustituyó a la mayoría de los retratos clásicos de Bolívar en las instituciones públicas y en la moneda local.

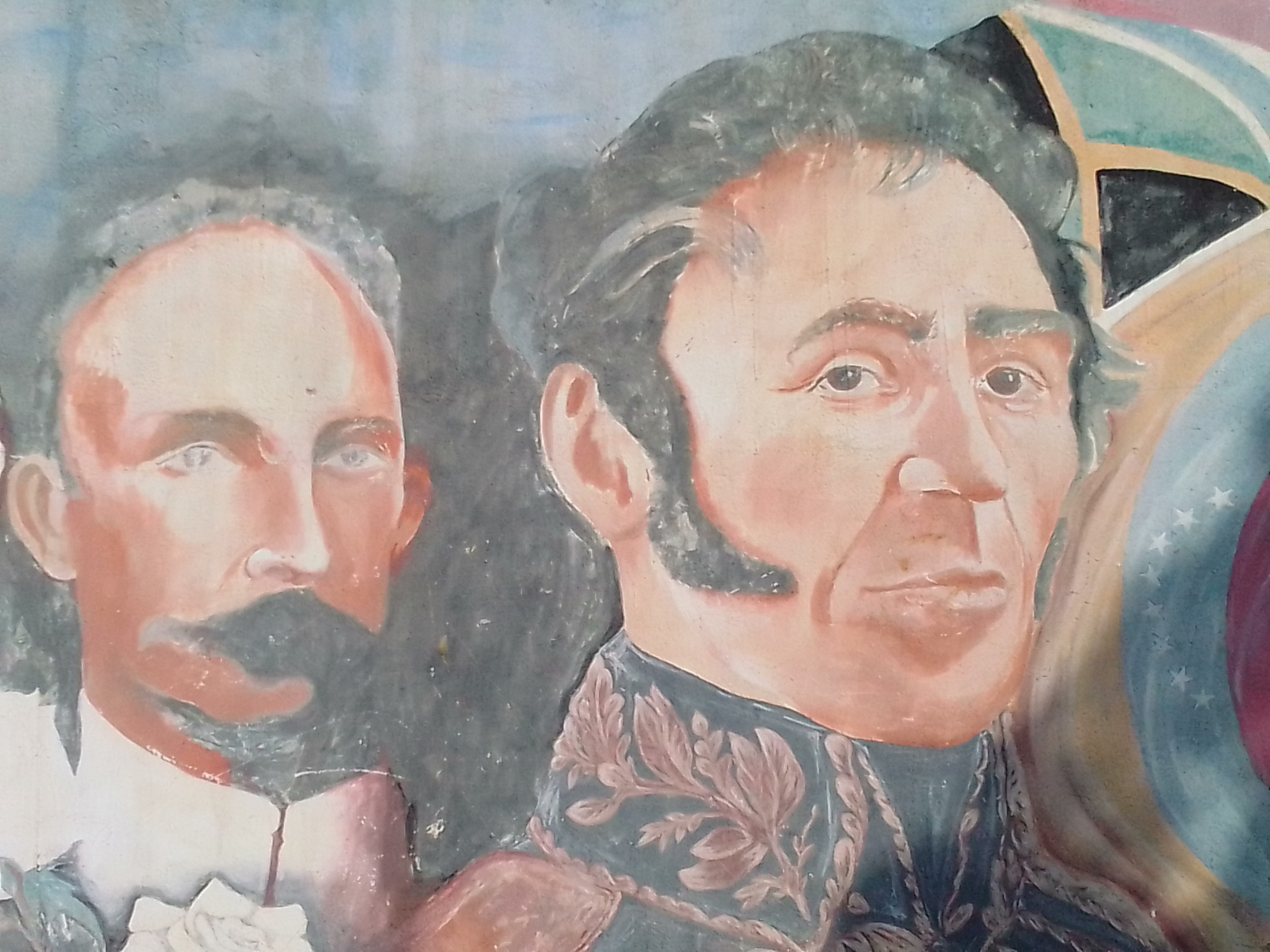
Mural con el rostro de Simón Bolívar según estudio patrocinado por el chavismo

El chavismo ideológicamente se consideraba bolivariano y socialista marxista, uno de los problemas que encontró fue reconciliar la figura de Bolívar y Karl Marx, Marx fue un feroz crítico de Bolívar, en un artículo biográfico publicado en la New American Cyclopaedia lo llegó a criticar por su autoritarismo y supuesta cobardía. El chavismo como solución trato de nacionalizar el marxismo, fabricó una imagen de héroe antiimperialista de Bolívar minimizando su carácter aristocrático, sus tendencias dictatoriales y el temor de Bolívar por la insurrección de esclavos y mestizos.
Algunos autores han querido atribuir la creación del culto de Bolívar a Hugo Chávez, sin embargo, este se forjo mucho antes, muchos opositores han acusado al gobierno chavista de no ser bolivariano y traicionar su legado, lo que demuestra, que el culto se encuentra presente en amplios sectores de la sociedad venezolana. Tras la muerte de Chávez en 2013, a su sucesor Nicolás Maduro se le señala de fomentar un culto a la personalidad a Chávez, asociándolo con el culto a Bolívar, sin embargo, después de una larga crisis política-económica, el gobierno de Maduro gira a la derecha y comienza a retirar las imágenes de Chávez y otros símbolos izquierdistas, mientras que las imágenes de Bolívar y su culto se mantienen, demostrando su valor como fuente de unidad nacional.

## Bolivia
Tras la victoria en la batalla de Junín de Bolívar, seguida la victoria en la batalla de Ayacucho obtenido por Antonio José de Sucre se confirma la independencia del Perú. En el territorio alto peruano se conforma un nuevo estado en honor a Bolívar y el 18 de mayo de 1826 Bolívar por medio de un decreto reconoce la independencia de Bolivia del Perú, el nuevo estado pasaría a llamarse República Bolívar y el libertador fue designado padre de la república y jefe supremo del estado. Bolívar redactaría la constitución del país, sin embargo, no ejercería la presidencia del mismo, con el paso del tiempo se debatió el nombre de la nueva nación, y el diputado Manuel Martín Cruz expreso que al igual que "de Rómulo viene Roma, de Bolívar vendrá Bolivia".
En 1929 se funda la sociedad Bolivariana de Bolivia por medio de figuras intelectuales y políticas para enaltecer el legado del libertador. Evo Morales gana la presidencia de Bolivia en 2006 prometiendo una “revolución democrática y cultural”, si bien se inscribe ideológicamente dentro de la revolución bolivariana, se centra más en los pueblos y líderes indígenas que en la figura de Simón Bolívar. Morales fue junto a Hugo Chávez y Rafael Correa impulsores de un movimiento de integridad Latinoamérica amparado bajo la figura de Simón Bolívar, fue uno de los promotores de la creación de la Alianza Bolivariana para los Pueblos de Nuestra América (ALBA).

## Colombia
Bolívar ha tenido una gran influencia política en Colombia, en 1821 colabora en la redacción de la constitución que origina el nacimiento de la República de Colombia, siendo Bolívar escogido como presidente. En 1924 se funda la sociedad Bolivariana en Colombia por intelectuales para exponer el legado del libertador.
El 15 de octubre de 1927 una ley autorizó al gobierno a nacionalizar la Quinta de San Pedro Alejandrino, donde falleció Bolívar, para construir un museo, el presidente conservador Miguel Abadía Méndez ofreció a otros países parcelas para construir pabellones conmemorativos, sin embargo, por problemas económicos no llegó a ejecutarse. En 1930, bajo el gobierno liberal de Enrique Olaya Herrera, se celebró el centenario de la muerte del prócer en la plaza Bolívar de Bogotá con un desfile en el que participaron diez mil obreros asociando la clase obrera al culto de Bolívar, de acuerdo a la postura del partido liberal.
El 17 de enero de 1974, en Bogotá, el movimiento de guerrilla colombiano, M-19 ingresó a la Quinta Bolívar para robar de una de las espadas del Libertador expuesta, prometiendo devolverla al terminar su lucha. La Coordinadora Guerrillera Simón Bolívar propuso un programa político, económico y social en Latinoamérica, y por su parte las guerrillas de las FARC y el ELN colocaron a Bolívar como un símbolo y parte de sus ideales.

## Ecuador
El bolivarianismo ha tenido una gran influencia ideológica y política en Ecuador a lo largo de su historia. El papel de Bolívar en la independencia de Ecuador fue clave y se le considera padre de la patria, además la república de la Gran Colombia ideada por Bolívar estaba conformada por las actuales Venezuela, Colombia y Ecuador. Quizás la pareja sentimental más reconocida de Bolívar fue la ecuatoriana Manuela Sáenz, ella se convirtió en colaboradora de la lucha de independencia ganando títulos militares hasta alcanzar el grado de coronel.
José María Velasco Ibarra fue una figura clave en la política ecuatoriana llegando a ejercer la presidencia de este país en cinco ocasiones entre 1934 y 1972, Velasco Ibarra se consideraba un bolivariano y promovió el estudio del pensamiento de Bolívar, llegó a considerar a Bolívar como un luchador de la democracia y de la unidad nacional.
El 10 de agosto de 1926 se funda la sociedad bolivariana del Ecuador por Carlos Ibarra Valdivieso tío del presidente Velasco Ibarra, con el fin de exponer la vida y obra de Bolívar. El 24 de julio de 1935 la sociedad promueve la construcción de un monumento al prócer en el parque de la Alameda en Quito que es inaugurado por el presidente José María Velasco Ibarra. El discurso bolivariano de Velasco Ibarra influyo de forma profunda en la sociedad ecuatoriana, el presidente en una ocasión afirmó que “la historia de Bolívar debiera ser el foco iluminador de nuestra labor política”.
Tras el triunfo presidencial en 2007 de Rafael Correa liderando un movimiento político denominado revolución ciudadana este invita a los ecuatorianos en su discurso inaugural a luchar “bajo las sombras libertarias de Bolívar y Alfaro” por una patria justa y una segunda independencia. En el marco del espíritu Bolivariano el gobierno de Correa declaró generala del ejército a la heroína de la república Manuela Sáenz quien fuera pareja de Bolívar.

## España
Bolívar llegó a ser considerado por españoles e hispanófilos como héroe de la raza hispana. En la década de 1920 algunos intelectuales latinoamericanos trataron de reconciliar la figura de Bolívar con España y muchos gobiernos manifestaron simpatía hacia el gobierno del dictador Primo de Rivera, el abogado nicaragüense Salvador Mendieta en una conferencia expuesta al congreso de su país calificó a Bolívar de gran español y que, por su origen, compartía la "psicología racial" de todos los países de origen ibérico.
En 1926 el rey Alfonso XIII promovió la construcción de un busto de Bolívar por el escultor español Mariano Benlliure instalado en Panamá, como agradecimiento a las muestras de amistad del gobierno panameño. En el busto, una de las leyendas grabadas, decía que España consideraba justo homenajear a Bolívar. Ante la pérdida de influencia política de España en Latinoamérica, el escritor madrileño Dionisio Pérez expreso que el gobierno español debía elaborar un monumento en honor al libertador donde reafirmara su pertenencia a la raza española debido a los orígenes vasco de Bolívar.
El proyecto fue aprobado por el gobierno del general Primo de Rivera que buscaba aumentar su influencia en Latinoamérica y fue encargado al escultor malagueño Enrique Marín, el monumento debió construirse en la plaza de Salamanca de Madrid por la fiesta de la raza en 1925, sin embargo, el proyecto no llegó a ejecutarse alegando problemas financieros.
En 1930 el gobierno del dictador Dámaso Berenguer organizó un homenaje nacional para conmemorar la muerte del libertador, en la ceremonia participaron las altas autoridades del gobierno, incluido el rey, y durante la oración se remarcó el origen español de Bolívar y se hizo de él un ferviente católico. También se hizo una conmemoración en la iglesia de San José en Madrid, donde Bolívar se había casado en 1802, se realizó una ceremonia religiosa donde el alcalde de Madrid expresó que Bolívar fue el "último gran español de América y primer americano de España". El escritor franquista Ernesto Giménez Caballero consideró que el dictador Francisco Franco hizo en España lo que Bolívar hizo a medias en América, interrumpió el hilo de la monarquía, considera Giménez que Franco convirtió en realidad el pensamiento bolivariano.

## Panamá
En Panamá algunos gobiernos usaron la figura de Bolívar para legitimar sus modelos políticos, el presidente Rodolfo Chiari del partido liberal consideraba a Bolívar un símbolo de la libertad y la emancipación. Durante la celebración del centenario de la muerte de Bolívar el ministro de instrucción pública Octavio Méndez Pereira lo calificó "figura multiforme y genial".
En 1926 se celebra el centenario del del Congreso Anfictiónico de Panamá con la participación de 22 países y en donde se exalta la figura de Bolívar, la diplomacia panameña lo vio como una oportunidad de mejorar sus relaciones con Latinoamérica y durante el evento se inauguró un monumento en honor a Bolívar. También en 1926 se funda la sociedad Bolivariana de Panamá por pensadores y diplomáticos asociados al congreso Bolivariano cuya función consistía en mantener el legado del libertador. En la celebración del centenario de la muerte de Bolívar también fue la ocasión para inaugurar en Panamá un busto de bronce realizado por el escultor español Mariano Benlliure.

## Perú
Tanto el General José de San Martín como Simón Bolívar tuvieron un rol fundamental en el proceso de independencia del Perú, en 1823 Bolívar llegó a Lima y fue recibido con admiración y declarado libertador de Perú. En 1924 se inaugura en Lima un museo ara honrar la memoria de Bolívar para conmemorar el centenario de la batalla de Ayacucho, por iniciativa del presidente Augusto Leguía. En 1927 se funda la sociedad Bolivariana de Perú por medio de figuras políticas e intelectuales asociados al congreso Bolivariano para dar a conocer y resguardar el legado del libertador.

## Literatura
Según autores la historiografía y la literatura venezolana, en su gran mayoría, han trasmitido la historia del proceso de independencia y de sus próceres de forma dogmática, acrítica, simplista e individualista. Gran cantidad de intelectuales y escritores venezolanos forjaron una concepción mitológica de Bolívar, teniéndolo como un modelo inalcanzable, muchos escritores trataron de convertir la figura de Bolívar, un caudillo militar, en uno de los grandes pensadores del siglo XIX, formando una corriente de pensamiento denominada bolivarianismo. Tanto la Academia Nacional de la Historia como la Sociedad Bolivariana de Venezuela, por medio de cátedras bolivarianas, fomentaron la educación civil y militar con un patriotismo simplificado y exaltando el culto heroico.
En un discurso en el panteón nacional por el traslado de los restos de Bolívar, el escritor Eduardo Calcaño califica a Bolívar de "Huracán desenfrenado que arrasaba los obstáculos y estremecía la tierra". El poeta Cecilio Acosta y el periodista Juan Vicente González en muchas de sus composiciones alimentaron de forma romántica el culto al héroe, el médico Lisandro Alvarado exponente del positivismo venezolano consideraba que “La patria, ya sabemos cuál es: la que en un sueño de libertad y de gloria creó para nosotros el Libertador”. Escritos y reflexiones del abogado Mario Briceño-Iragorry y el escritor Manuel Díaz Rodríguez reflejaron una supuesta sensación de culpa en lo venezolanos al no estar a la altura de los libertadores.

### Popular
En la tradición popular han existido leyendas sobre el supuesto origen mestizo de Bolívar, afirman que fue hijo de una esclava o que una de sus antepasadas era mulata, algunos escritores han mostrado gran preocupación por combatir estas afirmaciones, tanto Simón Rodríguez, Vicente Dávila como Rufino Blanco Fombona hicieron énfasis en la pureza racial de Bolívar, llegando Blanco Fombona a concepciones racistas para defender el origen blanco de Bolívar. El historiador Germán Carrera Damas expresa que, más allá del verdadero origen étnico de Bolívar, esta preocupación de los intelectuales de purificar a Bolívar subyace en un complejo de inferioridad, pues admitir que tuviera sangre negra desvirtuaría su figura. Otros autores y políticos en cambio han reforzado la idea del Bolívar mestizo de esta forma se vincularía a Bolívar a la generación de un hombre nuevo, propiamente venezolano, alejado de influencias europeas considerándolo el padre de un pueblo mestizo.
El tipo de educación del culto heroico influyó en que se le atribuyeran cualidades y hechos que Bolívar no tuvo ni realizó, popularmente se cree que Bolívar abolió la esclavitud, cuando esta fue realizada por el general José Gregorio Monagas en 1854. La utilización política de la figura de Bolívar a lo largo de la historia de Venezuela ha creado en la sociedad ideas de un Bolívar federalista, demócrata y antiimperialista, según los políticos de turno.

### América Latina
Escritores del romanticismo y del modernismo como José Martí, José Enrique Rodó y Rubén Darío produjeron obras en honor a Bolívar convirtiéndolo en un héroe del continente y remarcando sus raíces latinoamericanas. Ante el creciente antiimperialismo y la influencia estadounidense en la región algunos intelectuales vieron la figura de Bolívar como un símbolo para las luchas contra el intervencionismo estadounidense. Este modelo sería conocido como bolivarianismo una alternativa al unilateralismo de Estados Unidos, en donde se reforzaría el panamericanismo creando lazos de unión en América Latina.
En 1910 el argentino Manuel Ugarte relanzó esta idea con el lema de patria grande, realizando una campaña por América Latina en busca de apoyos. Esta idea se hizo patente en la Unión Panamericana cuando el delegado de Nicaragua, Daniel Gutiérrez Navas, propuso mover la sede de la organización de Washington a Panamá, mientras que el delegado de Honduras, el abogado Alfredo Trejo Castillo, pidió al gobierno estadounidense no intervenir en la soberanía de Puerto Rico, como lo habría expresado previamente Bolívar. En 1966 en una carta de Fidel Castro en la conferencia tricontinental en La Habana dirigida al secretario general de la ONU U-Thant, se reconoció a Simón Bolívar como un ejemplo del internacionalismo revolucionario por sus acciones y pensamiento.

### Europa
Autores europeos también contribuyeron con el culto a Bolívar, Luigi Angeloni y Luigi Massini rindieron tributo a Bolívar en Italia, en Inglaterra el poeta Lord Byron nombró uno de sus barcos en su honor e hizo referencia a él en uno de sus poemas, mientras que el historiador Thomas Carlyle lo llamó el Washington colombiano. El teórico fascista italiano Gioacchino Volpe realizó un ensayo sobre el cesarismo bolivariano, alabando las tendencias autoritarias de Bolívar, y el 17 de diciembre de 1930 conversa con Benito Mussolini sobre Bolívar, el propio Mussolini en la inauguración de un monumento a Bolívar lo alabó en los siguientes términos "concibió un estado unitario garantizado por las fuerzas de la nación, libertó las energías dormidas de su raza, no se dejó arrastrar por sectas ni por ideologías abstractas".

## Iconografía

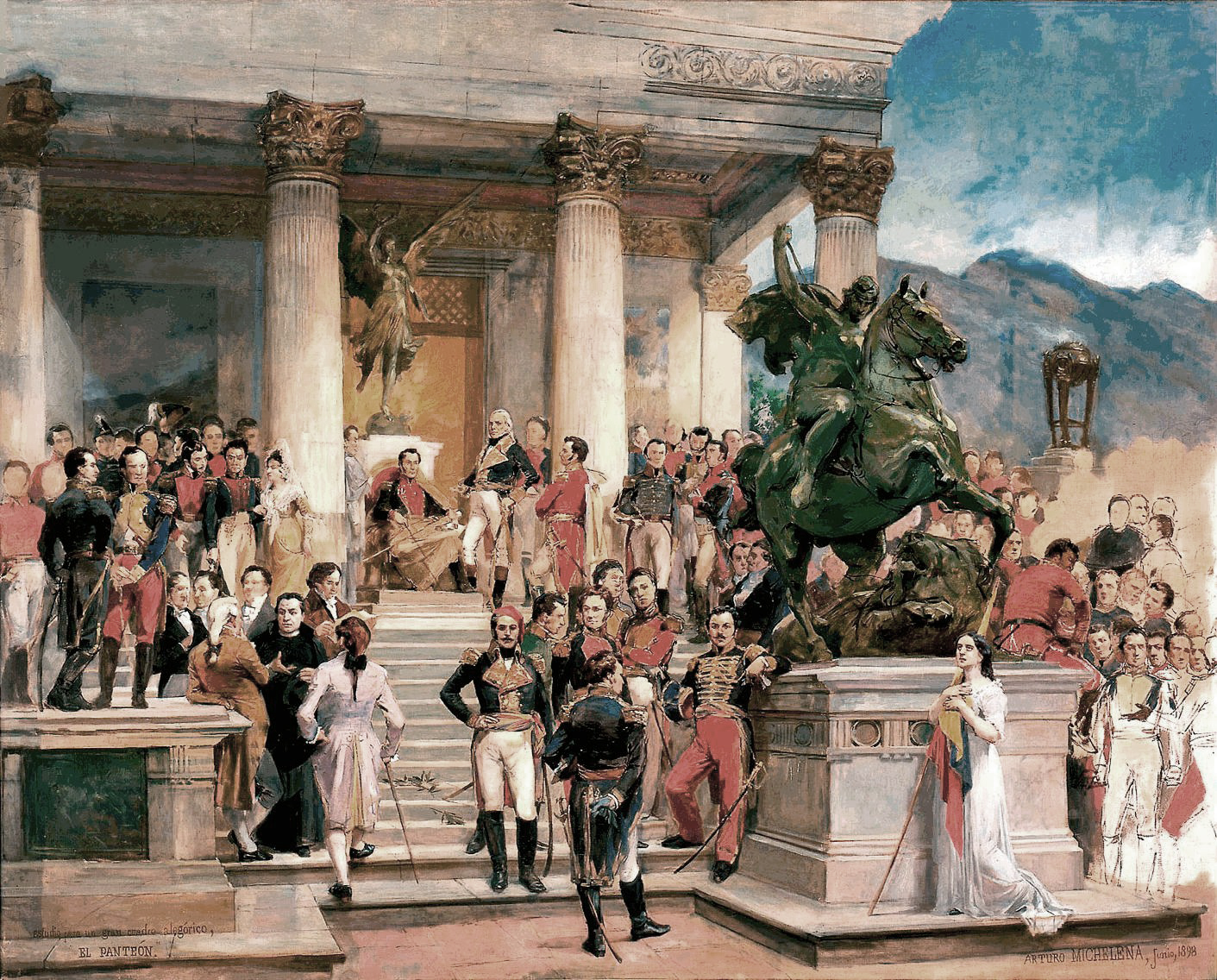
El panteón de los héroes por Arturo Michelena

Bolívar en muchas de sus campañas se hacía acompañar por el pintor José María Espinosa, encargado de pintarlo en diversos momentos y actitudes, Espinosa fue uno de los artífices de la iconografía del Libertador. Bolívar era dado a regalar muchas de las pinturas sobre su figura y, en ocasiones, sus ayudantes llevaban y colocaban retratos del prócer en los pueblos y ciudades cuando eran visitados por el libertador. Gran cantidad de pintores se nutrieron de la figura de Bolívar exaltando su culto con gran variedad de obras y retratos, destacan las obras de Antonio Herrera Toro y Martín Tovar y Tovar.
El 11 de agosto de 1825 en el acta de creación de la República de Bolívar, actual Bolivia, se establecía que en todas las instituciones públicas debía colocarse un retrato del libertador y en cada una de las capitales de los departamentos una estatua ecuestre. En 1821 en una carta del general Antonio José de Sucre al político Francisco de Paula Santander, le solicita "dos retratos grandes del Presidente para Guayaquil y para Quito porque Ud. sabe cuánto influye en los pueblos tener una idea del jefe que los manda y más cuando goza de una celebridad como la de Bolívar".
El 12 de junio de 1865 el gobierno de Venezuela establece la casa de monedas, las monedas acuñadas llevarían por primera vez la imagen de Simón Bolívar y en 1879 se aprueba la ley de monedas que estableció la unidad monetaria del bolívar. Entre las décadas de 1910 y 1930 hubo un gran interés conmemorativo en su figura y se inauguraron gran cantidad de monumentos en su honor en varios países. El escultor francés Emmanuel Frémiet realizó una estatua ecuestre en Bogotá en 1910 de la cual se harían copias instaladas en Barranquilla, La Paz y París en años posteriores.
En Venezuela el Panteón y la casa natal de Bolívar se convirtieron en lugares de culto, en 1941 le fue encargada al pintor Tito Salas la decoración del panteón que concluyó en 1942, el monumento de su casa natal fue  Inaugurada el 5 de julio de 1921 e igualmente decorada con obras de Salas. En el 2008 durante el gobierno del presidente Hugo Chávez, se realizó la exhumación de los restos de Bolívar por un grupo de expertos  para determinar las causas de su muerte, tras la exhumación se hizo una reconstrucción facial digital del rostro, dando como resultado un Bolívar con rasgos mestizos el cual fue criticado  por opositores al gobierno chavista.

## Religión

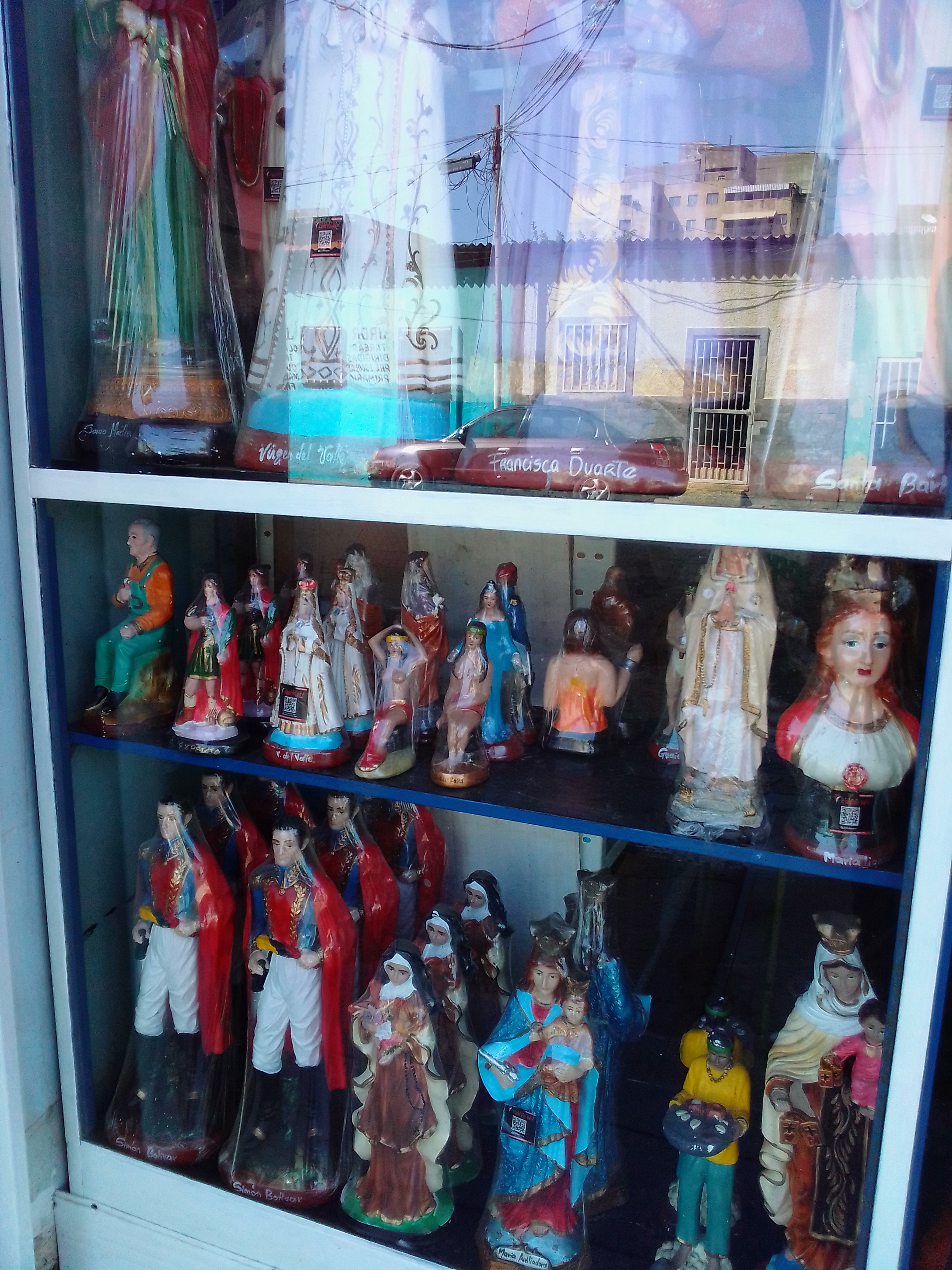
Vitrina de tienda con figuras religiosas y de Simón Bolívar

Diversos exponentes de la iglesia católica en Venezuela han hecho referencia a Bolívar tratando de acercarlo al catolicismo, el cardenal José Humberto Quintero formuló en varias conferencias la idea que la culpa de los problemas que sufría Venezuela se deberían a un castigo de Dios por haber traicionado a Bolívar en 1830, durante un oficio el 18 de diciembre de 1980 en la catedral de Caracas, el cardenal Quintero, expone que Dios envió a Bolívar a redimir a Venezuela y posteriormente la castigó por la traición a Bolívar.
En el culto religioso de María Lionza le han atribuido supuestos orígenes indígenas siendo la reencarnación del cacique Guaicaipuro, este culto venera a una deidad femenina auxiliada por un conjunto de cortes  a los que sus seguidores le piden favores. Entre la cortes esta la corte libertadora encabezada por Bolívar y donde se le atribuyen poderes mágicos, a Bolívar se le solicitan mensajes sobre el destino de la sociedad o favores en torno a hechos injustos.

## Espada

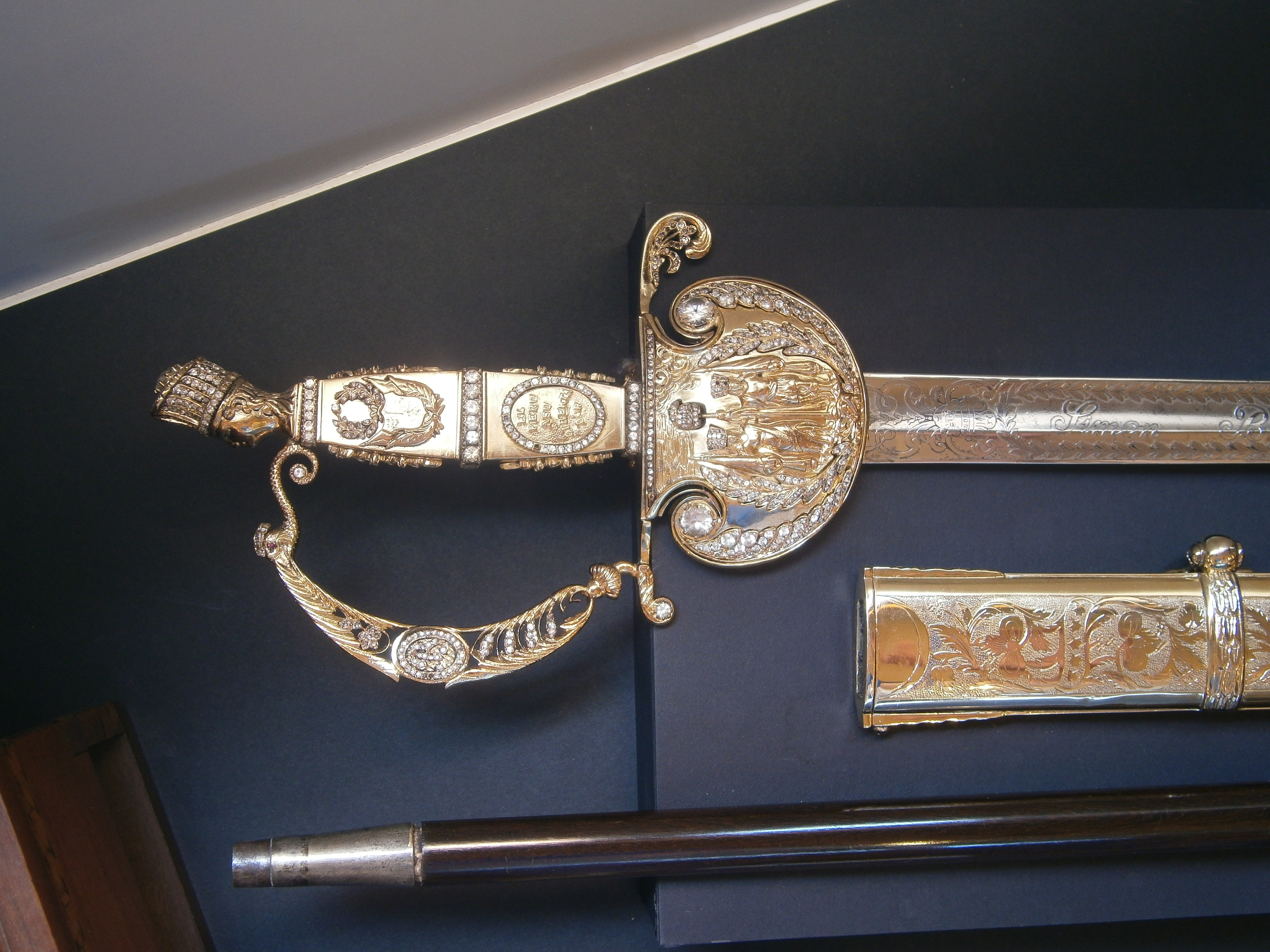
Réplica de la espada de Simón Bolívar

Dentro del culto, la espada de bolívar se ha convertido en una especie de objeto fetiche, el 6 de agosto de 1825 un senador colombiano expresaba que “el fanatismo y la superstición huyan de Colombia, como sus enemigos han huido de la espada de bolívar”. En 1828 el escritor francés Albert Montémont escribió que la libertad “del norte por el genio de Washington, y los del sur por la espada de Bolívar”. En un encuentro en 1827 entre Bolívar y José Antonio Páez, Bolívar ofreció una de su espadas a Páez, este la comparó con la espada de Federico II de Prusia “Si la de Federico, que no hizo más que defender su herencia y usurpar otras, ¿qué diría yo si tuviera en mi poder la espada del terror de los tiranos, la espada redentora del género humano?”.
El 17 de enero de 1974 ocurrió el robo de la espada de Bolívar por el grupo guerrillero M-19 en la Quinta Bolívar un museo en Bogotá, dejando la siguiente nota tras el robo "Bolívar no ha muerto. Su espada rompe las telarañas del museo y se lanza a los combates del presente". La espada estuvo desaparecida por 17 años y en 1986 el M-19 creó el orden de los guardianes de la espada, formada por 12 miembros que recibieron réplicas de la espada, entre ellos estaban Omar Torrijos, Sergio Méndez Arceo, Eduardo Galeano, Mario Benedetti y las Madres de la Plaza de Mayo. El 31 de enero de 1991, durante un proceso para alcanzar la paz y la desmovilización entre la guerrilla y el gobierno, el M-19 devolvió la espada que sería llevada a la Casa de Nariño el palacio de gobierno.
El presidente de Venezuela Hugo Chávez en diversos eventos apareció con la espada de Bolívar, además, entregó gran cantidad de réplicas a diversas personalidades y dirigentes, entre ellos a los dictadores Robert Mugabe y Muammar Gadaffi. El presidente de Colombia Gustavo Petro, exmiembro del M-19, alabó la espada en varias ocasiones y la consideró como la espada del pueblo. El 7 de agosto de 2022 durante la toma de posesión de Petro la espada fue presentada y todos los mandatarios presentes se pusieron de pie en señal de respeto a excepción del rey Felipe VI de España. Posteriormente, el rey recibió críticas de algunos sectores políticos de diversos países al considerarlo un insulto.